# سگ وحشی اروپایی
سگ وحشی اروپایی (نام علمی: Cuon alpinus europaeus) یکی از زیرگونه‌های دیرینه سگ وحشی آسیایی بود که در طول دوره پلیستوسن میانه و پسین در بسیاری از اروپای غربی و مرکزی یافت می‌شد. مانند جمعیت‌های آسیایی مدرن، شکلی پیش‌رونده‌تر از دیگر اعضای پیشاتاریخ از سردهٔ Cuon بود و دندان آسیای بزرگ پایینی خود را به یک برش برجسته‌دار تبدیل کرد. به جز اندازه بزرگترش که به اندازه گرگ خاکستری نزدیک بود، عملاً از همتای مدرن خود قابل تشخیص نبود.